# Gesetz über die Ruhebezüge des Bundespräsidenten
Das Gesetz über die Ruhebezüge des Bundespräsidenten (BPräsRuhebezG) regelt die Bezüge des Bundespräsidenten der Bundesrepublik Deutschland nach dessen Ausscheiden aus dem Amt.
Das Gesetz wurde am 17. Juni 1953 ausgefertigt und zuletzt durch Gesetz vom 5. Februar 2009 geändert.

## Inhalt
Das Gesetz über die Ruhebezüge des Bundespräsidenten enthält sieben Paragraphen.
§ 1 regelt den Anspruch auf Ruhebezüge, d. h. die Anspruchsvoraussetzungen und die Höhe der Bezüge und stellt klar, dass es sich bei diesen Bezügen um einen Ehrensold handelt.
In §§ 2 bis 6 sind maßgeblich die Ansprüche von Hinterbliebenen eines Bundes- bzw. Altpräsidenten, Anrechnungsfragen und die Ansprüche des Präsidenten im Fall einer Präsidentenanklage geregelt. § 7 regelt das Inkrafttreten.

### Der Anspruch auf Ruhebezüge
Gemäß § 1 steht dem Altpräsidenten ein Ehrensold zu, wenn er „mit Ablauf seiner Amtszeit oder vorher aus politischen oder gesundheitlichen Gründen aus seinem Amt“ ausscheidet.
Aus politischen Gründen motiviert gilt etwa ein Rücktritt bei grundlegenden Divergenzen zwischen Bundesregierung und Bundespräsident in zentralen innen- oder außenpolitischen Fragen, so dass der Präsident glaubt, die Politik der Bundesregierung bzw. der Bundestagsmehrheit nicht mehr repräsentieren, entsprechende Gesetze nicht mehr unterzeichnen (Art. 82 Abs. 1 Satz 1 GG), den Bund völkerrechtlich nicht mehr vertreten bzw. Verträge mit auswärtigen Staaten nicht mehr schließen (Art. 59 GG) zu können.
Ein Rücktritt aus gesundheitlichen Gründen kommt nicht nur bei einer Dienstunfähigkeit im Sinne des Beamtenrecht in Betracht, sondern auch dann, wenn der Bundespräsident gesundheitlich schwer angeschlagen ist, und deshalb nur für eine Übergangszeit, also nicht unbedingt dauernd, sein Amt nicht mehr ausüben kann.
Einen Anspruch auf Ehrensold hat der Bundespräsident auch beim Ausscheiden mit Ablauf der ersten bzw. zweiten Amtszeit, also auch dann, wenn er nach Ablauf der ersten Amtszeit nicht erneut kandidiert bzw. als Kandidat nicht wiedergewählt wird.
Unklar ist, ob der Altpräsident auch bei einem Rücktritt aus anderen als den im Gesetz vorgesehenen Gründen Anspruch auf Ehrensold hat, bzw. wie diese Frage bei einer möglichen Gemengelage, d. h. dann zu beurteilen ist, wenn der Rücktritt nicht eindeutig als Rücktritt aus persönlichen Gründen zu werten ist. Erstmals stellte sich diese Frage anlässlich des Rücktrittes von Bundespräsident Wulff im Februar 2012.
Als „andere“ Gründe kommen maßgeblich private bzw. persönliche Gründe (Gründe, die in der Person des Amtsträgers wurzeln) in Betracht – etwa der Rücktritt eines Präsidenten, um sich auf sein Privatleben zu konzentrieren oder um sich beruflich neu zu orientieren.

### Höhe des Ehrensoldes
Die Höhe des Ehrensoldes des Altpräsidenten bemisst sich nach § 1 an der „Höhe der Amtsbezüge mit Ausnahme der Aufwandsgelder“. Die Amtsbezüge selbst sind wiederum nicht über ein eigenes Gesetz geregelt, sondern ergeben sich aus den Erläuterungen des Einzelplans des Bundespräsidenten im Bundeshaushalt. Sie werden dort auf 10/9 des Amtsgehalts des Bundeskanzlers festgelegt. Die Summe beläuft sich derzeit auf 214.000 Euro pro Jahr. Das zusätzliche Aufwandsgeld in Höhe von 78.000 Euro (Haushaltsstelle: 0101, Tit. 421 02; Stand: 2023) steht dagegen nur dem Amtsinhaber zu, nicht den Altpräsidenten.
Zusätzlich zu dem Ehrensold hat der Altpräsident gem. § 5 Ansprüche auf Beihilfe nach Maßgabe der für Bundesbeamte geltenden Bundesbeihilfeverordnung.

Amtsbezüge und Ehrensold unterliegen in voller Höhe der Einkommen- und Kirchensteuer bis zum jeweiligen Spitzensteuersatz.

### Ehrensold bei Präsidentenanklage
Eine spezielle Regelung greift nach § 5 dann, wenn das Bundesverfassungsgericht einen Bundespräsidenten nach Art. 61 des Grundgesetzes aufgrund einer Präsidentenanklage wegen vorsätzlicher Verletzung des Grundgesetzes oder eines anderen Bundesgesetzes für schuldig und ihn deshalb „des Amtes für verlustig“ erklärt. In diesem Fall entscheidet das Gericht darüber, „ob und in welcher Höhe die in diesem Gesetz vorgesehenen Bezüge zu gewähren sind“.

### Sonstige Bestimmungen
Sollte ein ehemaliger Bundespräsident vor oder nach diesem Amt im öffentlichen Dienst tätig gewesen oder noch tätig sein und daraus Diensteinkünfte, ein Ruhegehalt oder eine ähnliche Versorgung erhalten, werden diese nach § 3 auf den Ehrensold angerechnet.
Am 20. März 2019 beschloss der Haushaltsausschuss des Bundestags, dass nach geltendem Recht auch Einkünfte ehemaliger Bundespräsidenten aus einer Berufstätigkeit außerhalb des öffentlichen Dienstes auf den Ehrensold anzurechnen seien, weil § 4 des Gesetzes auf das Beamtenrecht verweise. Damit hatte sich der Ausschuss einer umstrittenen Rechtsauffassung des Bundesrechnungshofs angeschlossen, die sich auf die Entstehungsgeschichte des Gesetzes beruft. Die Wissenschaftlichen Dienste des Bundestags neigten der Gegenauffassung zu, dass § 3 eine abschließende Anrechnungsregelung treffe, weshalb sich die Verweisung in § 4 darauf nicht erstrecken könne. Davon ging auch die Verwaltungspraxis des Bundespräsidialamts aus und der im Jahr 2013 abgelehnte Gesetzentwurf der SPD-Bundestagsfraktion, der deshalb eine diesbezügliche Gesetzesänderung vorsah. Mit einer entsprechenden Initiative, für die der Innenausschuss des Bundestages federführend wäre, konnte sich die SPD-Bundestagsfraktion im Jahr 2024 innerhalb der Regierungskoalition nicht gegen die FDP-Bundestagsfraktion durchsetzen.
Im Fall des Todes des Bundespräsidenten oder eines Altpräsidenten erhalten die Hinterbliebenen nach § 2 den Ehrensold für drei Monate nach dem Monat des Todes als Sterbegeld sowie „ein aus dem Ehrensold berechnetes Witwen- und Waisengeld“.

## Vorgängerregelungen
In der Weimarer Republik galt das Gesetz über das Ruhegehalt des Reichspräsidenten vom 31. Dezember 1922. Nach diesem erhielt ein ausgeschiedener Reichspräsident zunächst bis zu drei Monate lang das volle Gehalt weiter, danach ein Jahr lang 75 % des Gehalts, und danach bis zum Lebensende 50 % davon als „Ehrensold“. Nach Ansicht der damaligen Bundesregierung erschien es fraglich, "ob es [das Gesetz] unter den veränderten staatsrechtlichen Verhältnissen auf den Bundespräsidenten angewendet werden kann." Infolgedessen wurde 1953, also noch während der ersten Amtszeit von Theodor Heuss, das BPräsRuhebezG erlassen. Auf Vorschlag des Ältestenrats des Bundestages fand seinerzeit keine öffentliche parlamentarische Aussprache zu dem Gesetzentwurf der Bundesregierung statt. Schließlich wurde er, auf Vorschlag des damaligen Bundestagspräsidenten Hermann Ehlers und nach einstimmigem Beschluss aller Fraktionen des Bundestages, direkt an den Haushaltsausschuss überwiesen.

### Änderung für Konrad Adenauer 1959
Die Höhe der Bezüge, wie sie in der heutigen Regelung festgelegt ist, wurde 1959 eingeführt. In diesem Jahr startete, aufgrund es Endes der zweiten Amtszeit von Theodor Heuss, erstmals ein parteipolitischer Aushandlungsprozess zur Nachfolge im Amt. Der Bundestag verdoppelte 1959 den Ehrensold von 50 % auf 100 % der bisherigen Bezüge. Offiziell ging es bei der Erhöhung darum, den Aufwand abzudecken, der dem nun ausscheidenden Bundespräsidenten erstmals für fortwirkende und im Interesse der Bundesrepublik liegende Aufgaben voraussichtlich entstehen würde. In einem Brief offenbart Theodor Heuss, dass der Vorschlag auf den Abgeordneten Eugen Gerstenmaier (CDU) zurückgegangen war. Als Vorbild diente die kurz zuvor in den USA eingeführte äquivalente Regelung für Altpräsidenten.
Allerdings wird auch häufig kolportiert, dass die Erhöhung der Ruhebezüge erfolgte, um dem alternden Bundeskanzler Konrad Adenauer einen Wechsel in das Bundespräsidentenamt attraktiver zu machen. Allerdings zog Adenauer seine Kandidatur bereits im Juni 1959 zurück und blieb Bundeskanzler bis 1963. Einen konkreten Beleg für diese Version gibt es allerdings nicht.
Theodor Heuss hatte gegenüber der Erhöhung des Ehrensolds eine ablehnende Haltung. Er plädierte stattdessen für eine moderate Erhöhung auf 75 Prozent sowie eine zusätzliche, steuerfreie Aufwandsentschädigung für fortwirkende Aufgaben.

## Debatte über die Gewährung des Ehrensoldes an Altpräsident Wulff

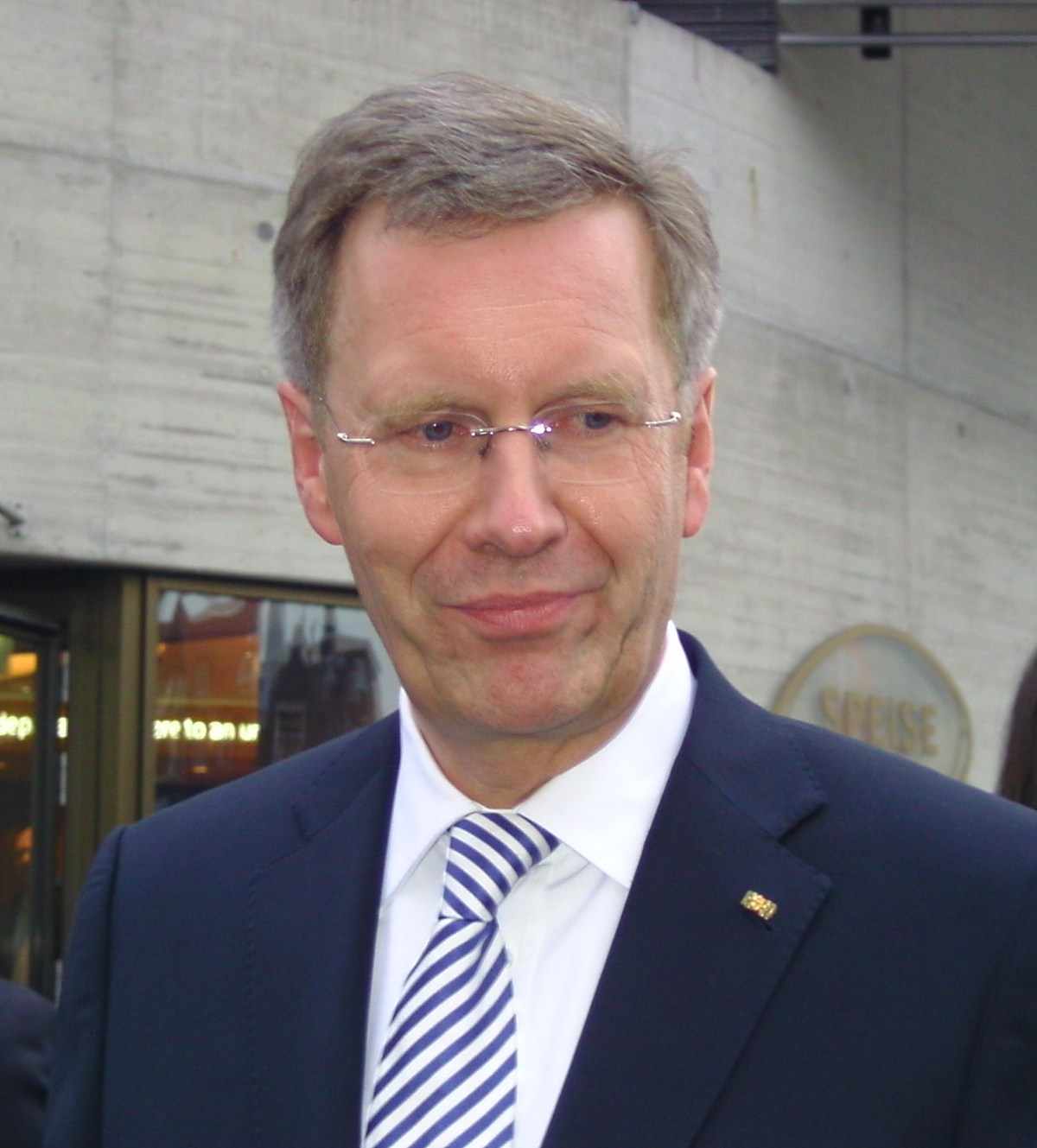
Christian Wulff im März 2011

Anlässlich des Rücktrittes von Bundespräsident Christian Wulff am 17. Februar 2012 ergab sich die Frage, ob bei Wulff die Voraussetzungen zur Gewährung des Ehrensoldes gegeben sind. Die noch nicht beendete Debatte hierüber dreht sich hauptsächlich um drei Punkte:
- Besteht ein Anspruch auf Ehrensold auch bei anderen als den im Gesetz genannten, insbesondere bei persönlichen Gründen?
- Wie wären gegebenenfalls politische und persönliche Gründe voneinander abzugrenzen?
- Wer entscheidet darüber, ob im Falle eines vorzeitigen Ausscheidens aus dem Amt die Voraussetzungen zur Gewährung des Ehrensoldes gegeben sind?

### Rücktritt aus anderen als den im Gesetz genannten Gründen
Bei einem aus anderen als den im Gesetz aufgeführten Gründen motivierten Rücktritt stellt sich die grundsätzliche Frage, ob dann (überhaupt) ein Anspruch auf Ehrensold entsteht. § 1 des Gesetzes nennt einen Rücktritt aus persönlichen bzw. privaten Gründen nicht als Grund, der einen Ehrensold zur Folge hat.
Nach Ansicht von Hans Herbert von Arnim erhält ein Bundespräsident daher keinen Ehrensold, wenn er aus anderen als den im Gesetz aufgeführten Gründen zurücktritt. Dafür spreche auch die Entwicklungsgeschichte des Gesetzes. Die Gesetzesberatungen zu Beginn der 1950er Jahre zeigten, dass man in Bundestag und Bundesrat davon ausgegangen sei, dass die drei im Gesetz genannten Gründe abschließend (enumerativ) seien, und ein Anspruch auf Ehrensold bei einem anders motivierten Rücktritt nicht bestehe. Gegen einen Anspruch auf Ehrensold spreche auch, dass die Ruhebezüge des Bundespräsidenten in enger Anlehnung an die Vorschriften des Gesetzes über das Ruhegehalt des Reichspräsidenten vom 31. Dezember 1925 geregelt worden seien, und nach dem Vorgängergesetz „ein lediglich aus persönlichen Gründen zurücktretender“ Reichspräsident keinen Anspruch auf das Ruhegehalt hatte.
Der Leipziger Staatsrechtler Christoph Degenhart verweist darauf, dass im Gesetz nicht ausdrücklich geregelt sei, ob ein Bundespräsident bei einem aus persönlichen Gründen motivierten Rücktritt den Ehrensold verliert. Es bestehe insofern eine Regelungslücke.
Der Wissenschaftliche Dienst des Deutschen Bundestages kommt in mehreren Gutachten ähnlich lautend zu der Auffassung, dass „im privaten Verhalten des Präsidenten liegende Gründe eher keine politischen Gründe“ seien. Diese müssten vielmehr im Zusammenhang mit der Gestaltung des öffentlichen Lebens stehen. Als Beispiel werden schwerwiegende Differenzen über die Innen- oder Außenpolitik der Regierung genannt.

### Abgrenzung von politischen und persönlichen Gründen
Die zweite grundsätzliche Frage ist die Frage der (eindeutigen) Abgrenzung zwischen einem (anspruchsbegründenden) politisch motivierten Rücktritt und einem Rücktritt aus persönlichen Gründen. Die Problematik zeigt sich insbesondere bei einem Rücktritt unter dem Druck der Öffentlichkeit. In diesen Fällen stellt sich die Frage, ob und inwieweit der Präsident diesen Druck selbst „provoziert“ hat, etwa durch (erwiesenes oder vermeintliches) Fehlverhalten im Amt, oder auch vor seiner Amtszeit. Vor diesem Hintergrund sieht von Arnim den Rücktritt von Wulff als rein persönlich motiviert an. Andere meinen, der Rücktritt beruhe (maßgeblich) auf politischen Gründen, so etwa Peter Altmaier, nach dessen Aussage Wulff erklärt habe, dass er am Ende nicht mehr die nötige öffentliche Unterstützung für seine Arbeit gefunden habe. Auch Ulrich Battis vertritt die Auffassung, dass ein politisch motivierter Rücktritt offensichtlich sei.
Christoph Degenhart verweist darauf, dass bei einem Rücktritt des Präsidenten persönliche und politische Gründe mitunter nicht klar unterschieden werden könnten, da das Amt sehr eng mit der Person verknüpft sei. Persönliche Gründe seien dann „in der einen oder anderen Weise letztlich auch immer politische Gründe“, der Anspruch auf Ehrensold sei daher gegeben.

### Entscheidung über den Ehrensold
Wer darüber zu entscheiden hat, ob einem ehemaligen Bundespräsidenten ein Ehrensold zusteht, ist – mangels bisheriger Rechtsprechung und Literatur – umstritten. Nach Ansicht von Arnims trifft diese Beurteilung die Bundesregierung. Sie hat dabei zwar einen gewissen Beurteilungsspielraum, darf aber nicht nach politischem Ermessen entscheiden, sondern ist gemäß Art. 20 Absatz 3 des Grundgesetzes an Gesetz und Recht gebunden. Jürgen Koppelin hingegen ist der Auffassung, der Haushaltsausschuss des Bundestages sei zuständig. Ebenso vertretbar wäre auch, dass das Bundespräsidialamt, welches über die erstmalige Berechnung und Festsetzung des Ehrensoldes entscheidet, über das Vorliegen der Voraussetzungen befindet. Nach Hans Meyer ist das Bundesinnenministerium für diese Frage zuständig. Bis zu einer Klärung wird hier noch starke Unsicherheit verbleiben.
Eine gerichtliche Überprüfung dieser Entscheidung ist nur bedingt möglich. Über die Rechtmäßigkeit der Entscheidung wacht maßgeblich der Bundesrechnungshof.

### Rücktritt in der zweiten Amtszeit

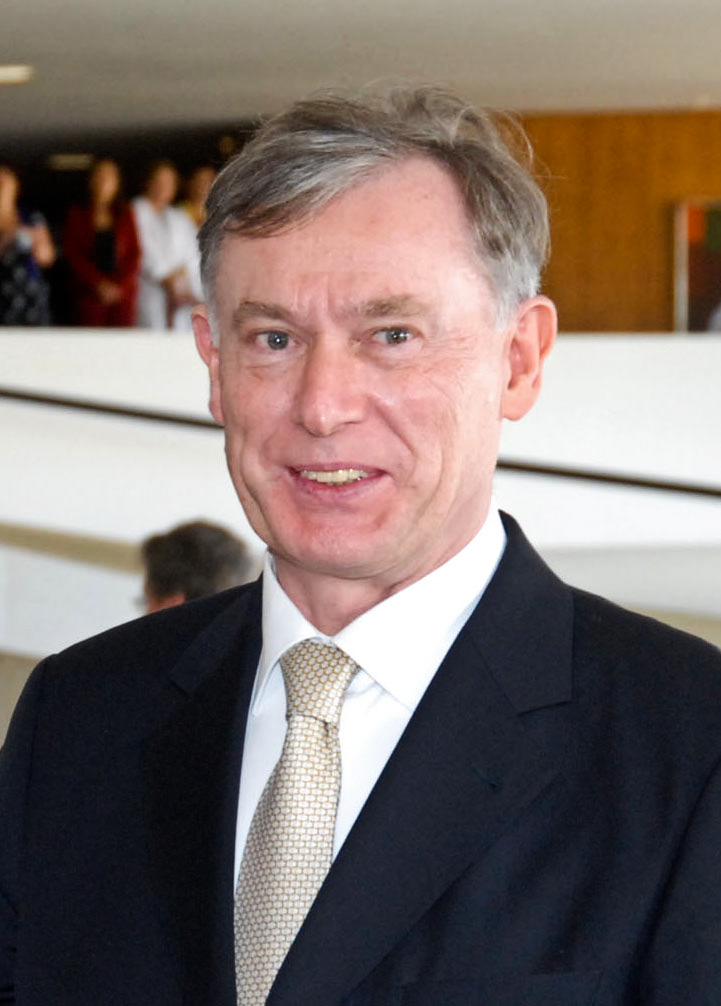
Altpräsident Horst Köhler trat 2010 während seiner zweiten Amtszeit zurück, verzichtet jedoch laut Bild am Sonntag auf seinen Ehrensold.

Eher grundsätzlicher Natur ist die Frage, wie bei einem Rücktritt aus persönlichen Gründen innerhalb der zweiten Amtszeit zu verfahren sei. Nach von Arnim hätte der Altpräsident in einem solchen Falle Anspruch auf Ehrensold. Der Präsident ist dann zwar nicht aus einem der in § 1 genannten Gründen aus dem Amt ausgeschieden. Wäre er mit Ablauf seiner Amtszeit, d. h. unmittelbar nach der ersten Wahlperiode ausgeschieden, hätte er Anspruch auf Ehrensold. Mit dem Ablauf der ersten Wahlperiode war ein Anspruch auf Ehrensold somit dem Grunde nach verdient, so dass der persönlich motivierte Rücktritt den im Grunde gegebenen Anspruch nicht wieder beseitigt.

## Kritik
Öffentlich Kritik an der Höhe der Versorgung äußerte wohl erstmals der damalige Präsidentschaftskandidat Wulff 2010 auf eine entsprechende Frage des ZDF-Chefredakteurs Peter Frey. Danach sprach sich der Parteienkritiker von Arnim für eine Absenkung auf 70 % aus, wenn man nicht zur Gesetzesfassung von 1953, also einer dauerhaften Versorgung von 50 %, zurückkehren wolle, was der Bund der Steuerzahler forderte.
Die Kritik blieb aber zunächst folgenlos. Erst der Rücktritt von Wulff, nach einer Amtszeit von nicht einmal zwei Jahren, löste eine breite Diskussion über die Versorgungsregelung aus. Der damalige Bundestagspräsident Lammert forderte eine Neuregelung mit einem „überzeugenden Zusammenhang zwischen Amtszeit, Lebensalter und Versorgungsanspruch“.
Jedoch brachte nur die SPD-Bundestagsfraktion im November 2012 einen Gesetzentwurf ein, der einen abgestuften Versorgungsanspruch vorsah. Mehrere Berichterstattergespräche des Innenausschusses führten aber nicht zu einer Einigung, weshalb der Gesetzentwurf schließlich von allen anderen Fraktionen abgelehnt wurde. Trotz gegenteiliger Absichtserklärungen in dieser Debatte, wurde das Thema von den Fraktionen in der folgenden Wahlperiode nicht mehr aufgegriffen. Noch im November 2013 hatte der Bundesparteitag der SPD beschlossen, eine Neuregelung zu fordern, bei der auch die Dauer der Amtszeit zu berücksichtigen sei.  Zudem hat sich der Petitionsausschuss des Deutschen Bundestages seit zwei Wahlperioden wiederholt für eine Reform ausgesprochen.
Erst der Bericht des Bundesrechnungshofs vom 18. September 2018 an den Haushaltsausschuss lenkte die öffentliche Aufmerksamkeit wieder auf das Problem. Die AfD-Fraktion brachte daraufhin einen Gesetzentwurf ein, mit dem die Gesetzesfassung von 1953 wieder hergestellt und eine gesetzliche Grundlage für die Anrechnung von Einkünften aus privater Erwerbstätigkeit geschaffen werden sollte. Da ein Redner dieser Fraktion die erste Lesung des Gesetzentwurfes benutzte, um heftige Angriffe gegen Bundespräsident Steinmeier und seine Amtsvorgänger zu äußern, zeichnete sich das Scheitern der Initiative ab, obwohl andere Fraktionen Reformbedarf grundsätzlich nicht verneinten. Der Gesetzentwurf wurde schließlich in den beteiligten Ausschüssen mit den Stimmen aller anderen Fraktionen abgelehnt.
Ein Gesetzentwurf der Fraktion Bündnis 90/Die Grünen, ebenfalls aus dem Jahr 2019, wurde aufgrund des Ablaufs der Wahlperiode nicht weiter behandelt. Mit dem Entwurf sollte u. a. erstmals die nachamtliche Ausstattung im BPräsRuhebezG geregelt werden.

## Fortdauernde Amtsausstattung zur Wahrnehmung nachwirkender Aufgaben
Nicht als Versorgung anzusehen und nicht gesetzlich geregelt sind die Leistungen im Rahmen der sog. nachwirkenden Amtsausstattung, die in der Staatspraxis in unterschiedlichem Umfang auch anderen Amtsinhabern gewährt werden, z. B. ehemaligen Bundeskanzlern und Bundestagspräsidenten.

## Belege
1. 1 2  Gesetz über die Ruhebezüge des Bundespräsidenten vom 17. Juni 1953 (BGBl. I S. 406).
2. ↑  Gesetz zur Neuordnung und Modernisierung des Bundesdienstrechts (Dienstrechtsneuordnungsgesetz – DNeuG) vom 5. Februar 2009 (BGBl. I S. 160).
3. ↑  Bundeshaushaltsplan 2023. In: Bundesfinanzministerium. Abgerufen am 3. April 2023.
4. ↑  Wie wird der Bundespräsident bezahlt? Bundespräsidialamt, 29. Juni 2014, abgerufen am 29. Juni 2014.
5. ↑  Anrechnung von Erwerbseinkommen auf den Ehrensold des Bundespräsidenten a. D., Ausarbeitung vom 29. Mai 2018, WD 3 - 3000 - 167/18, S. 5
6. ↑  Ehrensold: Ampel will Bezüge für Ex-Bundespräsidenten senken. Der Spiegel 3/2024 vom 12. Januar 2024
7. ↑  Stephan Klenner: Wulffs Ehrensold wird nicht gekürzt. FAZ vom 18. April 2014
8. ↑  RGBl. 1923 I S. 53, siehe auch im Volltext bei Wikisource.
9. ↑  Bundesregierung: Entwurf eines Gesetzes über die Ruhebezüge des Bundespräsidenten, Drs. I/3494. Bonn 1952, S. 3.
10. 1 2  Michael Clasen: Ehrensold unerträglich hoch. In: NOZ. 29. Juni 2010, abgerufen am 15. Dezember 2020.
11. ↑  Deutscher Bundestag: Bericht der 226. Sitzung, Plenarprotokoll I/226. Bonn 1952, S. 10212 A.
12. ↑  Theodor Heuss: Privatier und Elder Statesman. Briefe 1959-1963. Hrsg.: Frieder Günther. Berlin 2014, S. 389.
13. ↑  Lutz Polanz, Sandra Schmidt: Dank Adenauer: Wie aus dem Ehren-Sold Ehren-Gold wurde. (PDF; 65 kB) In: Monitor (Fernsehmagazin). 1. März 2012, abgerufen am 2. März 2022.
14. ↑  Severin Weiland: Mein Ehrensold, mein Auto, mein Büro. In: Der Spiegel. 2. März 2012, abgerufen am 5. März 2012.
15. 1 2  Markus Kasseckert: Die Gesetzgebung zu den Ruhebezügen des Bundespräsidenten im Lichte parlamentarischer Polarisierung. In: Zeitschrift für Parlamentsfragen. Band 53, Nr. 4, 2022, ISSN 0340-1758, S. 831–846, doi:10.5771/0340-1758-2022-4-831 (nomos-elibrary.de [abgerufen am 3. April 2023]).
16. 1 2 3 4 5  Hans Herbert von Arnim: Warum der Bundespräsident nicht zurücktreten kann. in: Neue Zeitschrift für Verwaltungsrecht – Extra, Heft 4/2012. Online verfügbar hier (PDF; 84 kB).
17. 1 2 3  Causa Wulff: Ehrensold-Debatte scheidet die Staatsrechtler. In: tagesschau.de. 18. Februar 2012, archiviert vom Original am 19. Februar 2012; abgerufen am 21. Februar 2012.
18. ↑  Stephan Löwenstein: Gutachten zu Wulffs Ehrensold nach Rücktritt. In: FAZ. 12. Februar 2012, abgerufen am 23. Februar 2012.
19. 1 2  Ehrensold für Wulff ungewiss. In: Der Westen. 12. Februar 2010, archiviert vom Original am 26. Dezember 2015.
20. ↑  Johannes Wiedemann: 199.000 Euro, die ganz Deutschland spalten. In: Die Welt. 19. Februar 2012, abgerufen am 21. Februar 2012.
21. ↑  Die Ehrensold-Posse, Spiegel Online, 20. Februar 2012, abgerufen am 20. Februar 2012.
22. ↑  Anordnung zur Übertragung von Zuständigkeiten auf den Gebieten der Beamtenversorgung des Bundes und des Versorgungsausgleichs (Beamtenversorgungs-Zuständigkeitsanordnung – BeamtVZustAnO), Anlage 1, Fußnote 8. Abgerufen am 20. Februar 2012.
23. ↑  Präsidialamt entscheidet über Wulffs Ehrensold, Spiegel Online, 20. Februar 2012, abgerufen am 20. Februar 2012.
24. ↑  Übergangsgeld für den früheren Präsidenten. FAZ, 8. März 2012. Abgerufen am 15. März 2012.
25. ↑  Tom Stiebert: Ehrensold für Bundespräsident Christian Wulff. In: juraexamen.info. 12. Februar 2012, abgerufen am 21. Februar 2012.
26. ↑  Horst Köhler verzichtet auf Ehrensold, Spiegel Online, 4. März 2012, abgerufen am 15. März 2012.
27. ↑  Interview am 21. Juni 2010
28. ↑  Lammert fordert Neuregelung des Ehrensolds, Zeit Online, 7. März 2012
29. ↑  Entwurf eines Gesetzes zur Änderung des Gesetzes über die Ruhebezüge des Bundespräsidenten, Drucksache 17/11593 vom 20. November 2012
30. ↑  Plenarprotokoll 17/246 vom 13. Juni 2013, Seite 205 ff.
31. ↑  Beschlüsse des ordentlichen Bundesparteitages der SPD, Leipzig, 14.–16. November 2013, S. 88.
32. ↑  Bericht des Petitionsausschusses, Bitten und Beschwerden an den Deutschen Bundestag, Drucksache 19/2250 vom 6. Juni 2018, S. 19 f.
33. ↑  Bericht nach § 88 Abs. 2 BHO über die Prüfung der Versorgung und Ausstattung vom ehemaligen Bundespräsidenten, Bundeskanzlern und Bundestagspräsidenten – Teilprüfung Bundespräsidenten
34. ↑  Entwurf eines Gesetzes zur Änderung des Gesetzes über die Ruhebezüge des Bundespräsidenten, Drucksache 19/5490 vom 19. November 2018
35. ↑  Plenarprotokoll 19/61 vom 8. November 2018, Seite 6957
36. ↑  Beschlussempfehlung und Bericht des Ausschusses für Inneres und Heimat, Drucksache 19/8858 vom 1. April 2019
37. ↑  Fraktion Bündnis 90/Die Grünen: Entwurf eines Gesetzes über die Amts- und Ruhebezüge der Bundespräsidentin oder des Bundespräsidenten und zur Änderung des Gesetzes über die Rechtsverhältnisse der Mitglieder der Bundesregierung, Drs. 19/10759. Berlin 2019.